# Поррас, Хосе
Хосе Франсиско Поррас Идальго (исп. José Francisco Porras Hidalgo; 8 ноября 1970, Алахуэла, Коста-Рика) — коста-риканский футболист, вратарь.

## Карьера
Хосе Поррас начал карьеру в составе клуба «Белен». Затем он играл за «молодёжку» «Кармелиты». В 1989 году он перешёл в «Эредиано», где провёл три сезона. Во время игры за «Эредиано» он выступал за молодёжную сборную Коста-Рики, в составе которой участвовал в чемпионате мира среди молодёжных команд. Несмотря на эти успехи, Поррас оставался только 3-м голкипером команды, которая в сезоне 1992/93 выиграла чемпионат Коста-Рики.
После этого Поррас перешёл в «Белен», затем играл за «Пунтаренас» и «Кармелиту». В 1996 году он перешёл в «Саприссу», но оставался там вторым голкипером, уступая Эрику Лоннису. С 2000 по 2002 год Поррас выступал за «Эредиано».
После ухода Лонниса из «Саприссы» Поррас вернулся в клуб, где стал основным вратарём команды, а затем и капитаном клуба. Помимо успехов на внутренней арене, Поррас также получил «пост номер 1» и капитанскую повязку в национальной сборной, в составе которой играл на чемпионате мира 2006. В 2008 году Поррас ушёл из «Саприссы» и перешёл в «Кармелиту», в составе которой завершил карьеру год спустя, после вылета клуба во второй дивизион.

## Достижения
- Чемпион Коста-Рики: 1993, 1998, 1999, 2004, 2006, 2007, 2008 (Апертура), 2008 (Клаусура)
- Обладатель Клубного кубка UNCAF: 1998, 2003